# Mont-Saint-Jean (Côte-d'Or)
Mont-Saint-Jean é uma comuna francesa na região administrativa da Borgonha-Franco-Condado, no departamento de Côte-d'Or. Estende-se por uma área de 27 km². Em 2010 a comuna tinha 247 habitantes (densidade: 9,1 hab./km²).